# Lancashire heeler
Lancashire heeler är en hundras från Storbritannien. Den har sitt ursprung i trakterna runt staden Ormskirk i West Lancashire.

## Historia

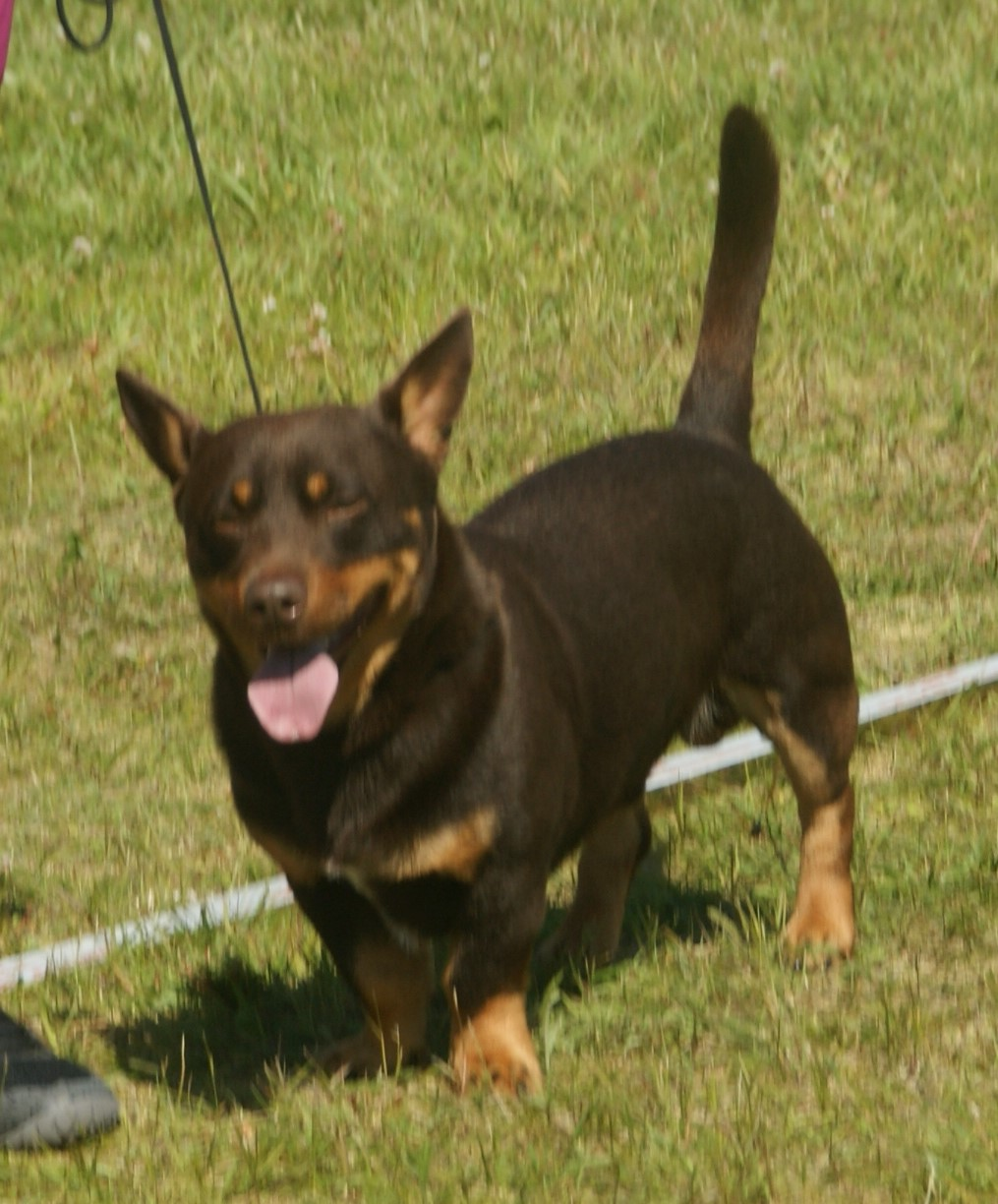
En brun lancashire heeler.

Ursprunget är oklart. Runt om i Storbritannien har det funnits flera olika lokala varianter av den typ av boskapsvallare som liknar welsh corgi och västgötaspets. Lancashire heelern kan vara en av dessa. Men det brukar också antas att den är en korsning mellan welsh corgi och manchesterterrier, vilket skulle förklara färgen svart med tanteckning.
Namnet heeler har den fått efter sättet att valla: den driver på boskapen genom att nafsa dem i hasorna. När behovet av boskapshundar minskade i takt med mekaniseringen inom jordbruket var rasen nära att dö ut men har sedan fått nytt uppsving. Planerad avel i liten skala inleddes på 1960-talet, på 1970-talet inleddes en inventering. 1978 bildades rasklubben som 1981 lyckades få rasen erkänd i den brittiska the Kennel Clubs sidoregister. 1982 fick rasen fullt erkännande, stamboken var öppen till 1989. Rasen är även erkänd av Fédération Cynologique Internationale och har funnits i Sverige sedan 1985.

## Egenskaper
Traditionellt är den en boskapsdrivande vallhund och gårdshund som bl.a. höll efter råttor. Numer är den främst en sällskapshund som lämpar sig väl för olika hundsporter.

## Utseende
Lancashire heeler är en lågställd, kraftigt byggd hund med brett ansatta öron och högt ansatt svans som bärs i en båge över ryggen. Pälsen är svart eller brun (liver) med tanteckning, vanligtvis kort, blank och åtliggande och kan bli något längre på vintern särskilt runt halsen.